# Antoin Miliordos
Antoin Miliordos, auch bekannt als Antonios Miliordos (griechisch Αντώνηος Μιλιορδος, * 13. April 1924; † November 2012) war ein griechischer alpiner Skirennläufer.

## Karriere
Miliordos vertrat sein Land bei den Olympischen Winterspielen 1952 in Oslo, wo er im Slalom und in der Abfahrt an den Start ging.
Im Abfahrtslauf nahmen neben Miliordos mit Angelos Lembesi und Alexandros Vouxinos noch zwei weitere Griechen teil. Ebenso wie Lembesi konnte Miliordos das Ziel jedoch nicht erreichen und wurde disqualifiziert. Lediglich Vouxinos konnte sich platzieren, wurde jedoch abgeschlagen Letzter.
Im ersten Durchgang des Slalomlaufs sorgte Miliordos für ein Kuriosum. Auf dem 422,5 Meter langen Kurs unterliefen ihm 18 Stürze. Zwischenzeitlich setzte er sich frustriert in den Schnee, das Ziel passierte er letztendlich rückwärts. Er benötigte für seinen Lauf 2:26,9 Minuten und somit knapp 27 Sekunden länger als der Olympiasieger Othmar Schneider für beide Durchgänge zusammen brauchte. Seine Durchschnittsgeschwindigkeit von 10,19 km/h ist die langsamste in der Geschichte des olympischen Slaloms.
Da der Ausrichter beschlossen hatte, nur die besten Teilnehmer des ersten Durchganges ein weiteres Mal fahren zu lassen, um den Hang für das Damenrennen zu schonen, welches am nächsten Tag stattfinden sollte, schied Miliordos als 79. aus.